# Gill Gooden
Der Gill Gooden ist ein Fluss in Cumbria, England. Der Gill Gooden entsteht aus dem Zusammenfluss von Bothel Beck und Eller Beck nördlich von Bothel. Der Gill Gooden fließt in einer nördlichen Richtung bis zu seiner Mündung in den River Ellen südlich von Aspatria.